# Емил Димитров (политик)
Вижте пояснителната страница за други личности с името Емил Димитров.
Емил Делчев Димитров е български предприемач и политик от партия ГЕРБ. През 2016 г. е член на борда на директорите в ЦСКА.

## Биография
Емил Димитров е роден през 1964 година в София. Той е братовчед на Димитър Димитров, от 2007 година началник на Националната служба за охрана.

### Ловни стопанства
През 2002 година Емил Димитров придобива дългосрочна концесия върху ловните стопанства „Елен“ край Етрополе и „Шерба“ край Горен чифлик, които след това са често посещавани и от президента Георги Първанов, известен ловец.
През 2006 година ловното стопанство „Елен“ е замесено в международен скандал. В него е отстрелян голям благороден елен, който е официално обявен за световен рекорд. По-късно се установява, че еленът е закупен от австрийско ловно стопанство, където е отглеждан като домашно животно със специален режим на хранене, след което световният рекорд е анулиран. Отстрелялият елена германски ловец заплашва ловното стопанство с дело за измама.

### „Симеон-2“ ООД
Емил Димитров е съдружник и управител на „Симеон-2“ ООД, една от големите фирми за търговия на едро с цигари. Той е и сред активните спонсори на благотворителната кампания Българската Коледа.
Емил Димитров е намесен и в скандал с незаконно придобит имот в София. В началото на 2008 година фирмата „СидаС“ закупува от Столична община на ниска цена имот от 14 декара в квартал Стрелбище. Управител на фирмата е Петър Драшков, брат на заместник-председателя на Държавна агенция „Национална сигурност“ Иван Драшков. Малко по-късно „СидаС“ е купена от фирмата на Емил Димитров „Симеон-2“, но Петър Драшков остава управител. След като в медиите се появява информация за сделката, кметът на Столична община Бойко Борисов обявява, че подписът му в документите за продажбата е фалшифициран. Сделката е обявена за недействителна и започва разследване за фалшифицирания подпис.

### Политическа кариера
През 2007 година Димитров е избран за общински съветник в Община Етрополе от партията Средна европейска класа. На парламентарните избори през юли 2009 година е мажоритарен кандидат и водач на пропорционалната листа на ГЕРБ в 26-и район (Софийска област). Избран е за народен представител в XLI народно събрание като мажоритарен кандидат с 39,7% от гласовете. От 29 юли е заместник-председател на Комисията по земеделието и горите в парламента. От 22 септември 2013 г. е член на Съвета на ветераните към Политическа партия БАСТА.